# Workhouse Green
Workhouse Green – przysiółek w Anglii, w hrabstwie Suffolk, w dystrykcie Babergh. 